# Joseph Schneider (Jurist)
Joseph Schneider (* 26. Oktober 1900 in Diedenhofen, Lothringen; † 7. Juni 1986 in Bonn) war ein deutscher Jurist und erster Präsident des Bundessozialgerichts.

## Leben und Wirken
Schneider studierte in Bonn Jura und wurde dort aktives Mitglied der katholischen Studentenverbindung K.St.V. Arminia im KV. Ab  1931 war er Referent im Preußischen Ministerium des Innern, 1935/36 Dezernent bei der Regierung der Rheinprovinz in Aachen. Anschließend war er bis 1939 im Reichsversicherungsamt und bis 1942 als Referent für die gesamte Sozialversicherung beim Reichsprotektor für Böhmen und Mähren tätig. 1942 wurde er zum Leiter der Sektion Sozialversicherung im Ministerium für Wirtschaft und Arbeit in Prag ernannt. In dieser Funktion war er bis zum Ende des Nationalsozialismus tätig. Hier lernte Schneider auch Franz Nüsslein kennen, für dessen Einstellung in den Auswärtigen Dienst der Bundesrepublik Deutschland sich Schneider ausdrücklich aussprach.
1947 wurde Schneider Oberkreisdirektor des Kreises Olpe, 1950 Leiter der Abteilung für Allgemeine Verwaltung und Rechtsangelegenheiten im neugebildeten Bundesministerium für Arbeit.
1954 wurde er schließlich zum ersten Präsidenten des Bundessozialgerichts ernannt, dem er bis 1968 vorstand.

## Ehrungen
- Großes Verdienstkreuz mit Stern und Schulterband der Bundesrepublik Deutschland (1969)
- Ehrendoktor der Universität Göttingen
- Goldene Ehrenplakette des Verbandes der Kriegsbeschädigten, Kriegshinterbliebenen und Sozialrentner Deutschlands

## Nachweise
1. ↑  https://www.bundesarchiv.de/cocoon/barch/1001/z/z1961z/kap1_6/para2_84.html

| Personendaten    | Personendaten                                        |
| ---------------- | ---------------------------------------------------- |
| NAME             | Schneider, Joseph                                    |
| KURZBESCHREIBUNG | deutscher Jurist, Präsident des Bundessozialgerichts |
| GEBURTSDATUM     | 26. Oktober 1900                                     |
| GEBURTSORT       | Diedenhofen                                          |
| STERBEDATUM      | 7. Juni 1986                                         |
| STERBEORT        | Bonn                                                 |